# Сергий (Каранович)
Епископ Сергий (серб. Епископ Сергије, в миру Зоран Каранович, серб. Зоран Карановић; 4 июля 1975, Бачка-Паланка) — епископ Сербской православной церкви, епископ Бихачско-Петровачский.

## Биография
Родился 4 июля 1975 года в семье Петра и Мики, урождённой Бенић, в Бачской-Паланке. 
Начальную школу окончил в родном месте, откуда в 1990 году по благословению епископа Бачского Иринея поступил в Семинарию Трёх Святителей при монастыре Монастыре Крка, которую успешно окончил в 1995 году в самый разгар войны в Хорватии, и накануне исхода сербов Краины.
В том же году получает канонический отпуст от епископа Бачского Иринея и переходит в Бихачско-Петровачскую епархию, которая также терпела лишения из-за войны осенью 1995 года и уподобила себя библейской картине «мерзости запустения».
12 августа 1995 года был пострижен в монашество в Монастыре Гомионица с именем Сергий. Причислен к братии исторического Монастыря Рмань, который расположен в Мартине-Броде. Незадолго до окончания войны в Боснии и Герцеговине вместе с братией Монастыря Рмань был выслан в Сербию, где его принял приснопамятный тогдашний Епископ Банатский Хризостом (Столич) и определил на службу в Монастыре Войловица в Панчеве. Там 31 октября 1995 года он был рукоположён в сан иеродиакона. В том же году поступил на Богословский факультет в Белграде.
В 1996 году прерывает обучение и уезжает в Германию, дабы в качестве диакона помогать тамошнему епископу Среднеевропейскому Константину в Монастыре Пресвятой Богородицы в Химельстире. В 1997—1998 годы занимался совершенствованием своего немецкого языка в Регенсбурге.
По завершении этого послушания, вернулся в Монастырь Рмань в Мартине Броде. Вместе с возвращением монастырской братии возвращался и сербский народ. В Монастыре Рмань исполнял послушания и занимал должность эконома.
5 апреля 1998 года в Шипове епископом Бихачско-Петровачским Хризостомом был рукоположён в сан иеромонаха. В том же году поставлен администратором прихода в Дрваре, Прекае и Великом Цвиетниче.
С 1998 по 2002 год предавал в Дрваре, Мартин Броде и Прекае, а в 2000 году был поставлен архиерейским заместителем (архијерејски замјеник) на территории той части Бихачско-Петровацкой епархии, которая располагалась в пределах Федерации Боснии и Герцеговины, где послевоенные годы био изазов прожет неповјерењем и искушењима порушених межличностных и межрелигиозных отношений. Тогда же занимал должности архиерейского наместника (благочинного) в Граховско-Дрварском, Петровачско-Бихачском и Лиевлянско-Гламочском архиерейских наместничествах, где ему было поручено да восстанавливать духовную жизнь, организовывать богослужения, церковные соборы.
В 2001 году сдал экзамен на вероучителя на Православном богословском факультете в Белграде.
13 июня 2002 года в Дрваре за понесённые труды по восстановлению духовной жизни на дрварском приходе, был награждён званием синкелла.
7 апреля 2004 года на Благовещение в Монастыре Рмань, возведён в сан протосинкелла.
В 2005 году отбыл в Грецию, где поступил на богословский факультет Университета Аристотеля в Салониках
2 октября 2005 года за усилия в восстановлении Монастыря Рмань, прежде всего, строительства нового монастырского жилого корпуса, был награждён правом ношения наперсного креста.
5 октября 2008 года за проявленную пастрскую ревность возведён в сан игумнен в монастыре Рмань.
В 2010 году успешно окончил Богословский факультет в Салониках.
7 апреля 2014 года в Монастыре Святого Николая в Рмане епископом Далматинским Фотием (Сладоевичем) возведён в сан архимандрита.
23 мая 2014 года на очередном заседании Священного Архиерейского Собора в Белграде избран епископом Среднеевропейскм.
26 июля в Соборной церкви Белграда хиротонисан во епископа Среднеевропского. Хиротонию совершили: Патриарх Сербски Ириней, митрополит Загребско-Люблянский Порфирий (Перич), епископ Сремский Василий (Вадич), епископ Бачский Ириней (Булович), епископ Сафитского Димитрия, епископ Осечко-Польский Лукиан (Владулов), епископ Зворницко-Тузланский Хризостом (Евич), епископ Враньский Пахомий (Гачич), епископ Бихачско-Петровачский Афанасий (Ракита), епископ Горнокарловацкий Герасим (Попович), епископ Далматинский Фотий (Сладоевич), епископ Брегалницкий Марк (Кимев), епископа Крушевацкий Давид (Перович), епископ Стобийский Давид (Нинов), епископа Положско-Кумановский Иоаким (Йовческий), епископ Константин (Джокич).
Чин настолования состоится 7 сентября в монастыре Успения Пресвятой Богородице в Химелстире.
24 мая 2017 года решением Архиерейского собора избран епископом Бихачско-Петровачским.